# Mistrz (1938)
Mistrz – polski holownik z okresu II wojny światowej. Wybudowany w Warsztatach Portowych Marynarki Wojennej.
Wybudowany w 1938 roku a następnie wcielony do Dowództwa Morskiej Obrony Wybrzeża. 14 września 1939 załoga dokonała jego samozatopienia. Następnie został podniesiony z dna przez Niemców i wcielony do Kriegsmarine, gdzie przemianowano go na  „Tuchel”. W 1945 roku przejęty przez brytyjskie Tugboat Office. W 1946 roku został odzyskany przez Polską Misję Morską (w 1952 roku przemianowany na BG-4). W 1957 znów przemianowany na H-4 . 1 września 1963 roku został wycofany ze służby i przeklasyfikowany na barkę ogrzewczą bez zmiany nazwy . Ostatecznie wycofano go 31 grudnia 1966 roku .